# Фаланико, Лио
Филига Лио Фаланико (англ. Filiga Lio Falaniko, родился 17 сентября 1970 года в Апиа) — самоанский регбист, выступавший на позиции замка, боксёр и личный тренер.

## Биография
Окончил колледж Святого Иосифа на Самоа (1986 год) и Оклендский университет (2000). Как регбист известен по выступлениям за любительские клубы «Алямбра Юнион» и «Хатт Олд Бойз Марист», за команды «Хайлендерс» и «Харрикейнз» Супер 12, за команды Национального чемпионата провинций «Отаго», «Саутленд», «Норт-Харбор», а также за французский «Бордо-Бегль» и японский «Кинтэцу Лайнерс». В команде «Харрикейнз» он был ключевым игроком на позиции замка вместе с Дайоном Уоллером, Марком Куксли и Иноке Афеаки. В сезоне 1999 провёл за «Харрикейнз» 5 игр, из них четыре в стартовом составе против «Кэтс», «Шаркс», «Блюз» и «Хайлендерс»
17 июня 1990 года Фаланико дебютировал в игре за сборную Самоа в Апиа матчем против Тонга. На чемпионат мира 1991 года не поехал из-за травмы, но стал ключевым игроком сборной Самоа в 1990-е годы, сыграв на чемпионатах мира 1995 и 1999 годов. В 1995 году признан лучшим игроком тихоокеанских наций на чемпионате мира в ЮАР. В 1999 году участвовал в историческом матче против Уэльса на «Миллениуме» в Кардиффе, который завершился победой Ману Самоа со счётом 38:31 (Фаланико положил одну попытку).
Помимо регби, Фаланико также был волейболистом и боксёром: с 2005 по 2011 годы он выступал в дивизионе тяжеловесов в Новой Зеландии и выиграл 10 поединков. В настоящее время проживает в Перте и является персональным и клубным тренером (команда «Недлэндс Кольтс»).